# العيد بلهامل
العيد بلهامل (من مواليد 12 نوفمبر 1977 في العلمة، الجزائر)، لاعب كرة قدم دولي جزائري سابق..

## إحصائيات الفريق الوطني
| منتخب الجزائر | منتخب الجزائر | منتخب الجزائر |
| السنة         | المباريات     | الأهداف       |
| ------------- | ------------- | ------------- |
| 2003          | 2             | 0             |
| مجموع         | 2             | 0             |

## روابط خارجية
- العيد بلهامل على موقع قاعدة بيانات كرة القدم.إي يو (الإنجليزية)
- العيد بلهامل على موقع ناشيونال فوتبول تيمز (الإنجليزية)